# Poecilmitis stepheni
Poecilmitis stepheni är en fjärilsart som beskrevs av Dickson 1978. Poecilmitis stepheni ingår i släktet Poecilmitis och familjen juvelvingar. IUCN kategoriserar arten globalt som sårbar. Inga underarter finns listade i Catalogue of Life.